# Mazaediothecium
Mazaediothecium är ett släkte av svampar. Mazaediothecium ingår i familjen Pyrenulaceae, ordningen Pyrenulales, klassen Eurotiomycetes, divisionen sporsäcksvampar och riket svampar.
|                 | Pyrenula                                |
|                 |                                         |
|                 | Anthracothecium                         |
|                 |                                         |
|                 | Lithothelium                            |
|                 |                                         |
|                 | Distopyrenis                            |
|                 |                                         |
|                 | Clypeopyrenis                           |
|                 |                                         |
|                 | Sulcopyrenula                           |
|                 |                                         |
| Mazaediothecium | \| \| Mazaediothecium album \| \| \| \| |
|                 | \| \| Mazaediothecium album \| \| \| \| |
|                 | Pyrgillus                               |
|                 |                                         |
|                 | Mazaediothecium album                   |
|                 |                                         |

|  | Mazaediothecium album |
|  |                       |